# 서정식
서정식(徐廷植, 1963년 3월 17일 ~ )은 대한민국의 제8대 경상북도 문경시의원이다.

## 학력
- 1970.03 ~ 1976.02 점촌국민학교 졸업
- 1976.03 ~ 1979.02 문경중학교 졸업
- 1979.03 ~ 1982.02 성광고등학교 졸업
- 1982.03 ~ 1990.02 목원대학교 무역학과 졸업

## 경력
- 점촌초등학교 24회 전교학생회장
- 문경중학교 29회 전교학생회장
- 모전초등운영위원
- 국제 Y`s-men 문경시 클럽회원
- 자율방범대원
- 점촌중앙로타리 회원
- 경희대 원유회 회원
- 한양학원장
- 사단법인 한국학원총연합회 경상북도지회 부지회장
- 문경시 학원연합회장
- 문경공업고등학교 운영위원장
- 경상북도 학원연합회 부지회장
- 문경시 장애인종합복지관 장애인활동지원사업 운영위원장
- 문경시 점촌2동 개발자문위원회 사무국장
- 퍼펙트 독서실 대표
- 민주평화통일자문회의 문경시 협의회 자문위원
- 2019.04 ~ 2022.06 제8대 경상북도 문경시의회 의원
  - 2019.04 ~ 2020.07 제8대 경상북도 문경시의회 전반기 총무위원회 위원
  - 2019.04 ~ 2020.07 제8대 경상북도 문경시의회 전반기 의회운영위원회 위원
  - 2020.07 ~ 2022.06 제8대 경상북도 문경시의회 후반기 의회운영위원회 위원장
  - 2020.07 ~ 2022.06 제8대 경상북도 문경시의회 후반기 산업건설위원회 부위원장
- 2022.07 ~ 제9대 경상북도 문경시의회 의원
  - 2022.07 ~ 제9대 경상북도 문경시의회 전반기 총무위원회 위원
  - 2022.07 ~ 제9대 경상북도 문경시의회 전반기 부의장

## 역대 선거 결과
|  | 6.23% |

|  | 57.25% |

|  | 25.54% |